# Trite albopilosa
Trite albopilosa är en spindelart som först beskrevs av Eugen von Keyserling 1883.  Trite albopilosa ingår i släktet Trite och familjen hoppspindlar. Inga underarter finns listade i Catalogue of Life.